# Cody Mauch
Cody Mauch (Breckenridge, 15 gennaio 1999) è un giocatore di football americano statunitense che milita nel ruolo di offensive guard per i Tampa Bay Buccaneers della National Football League (NFL).

## Carriera universitaria
Mauch passò come redshirt la prima stagione a North Dakota State (NDSU), potendo cioè allenarsi con la squadra ma non scendere in campo, venendo spostato dal ruolo di tight end, nel quale aveva giocato alle scuole superiori, alla offensive line. L'anno seguente disputò sei partite, vincendo il campionato FCS. Nella terza stagione disputò tutte le 16 gare dei Bison, giocando negli special team e allineandosi in alcune giocate anche come tight end quando la squadra richiedeva un sesto offensive lineman. NDSU si riconfermò campione nazionale.
Mauch divenne titolare nella seconda partita della sua quarta stagione, accorciata e disputata in primavera a causa della pandemia di COVID-19. Fu inserito nella seconda formazione ideale della Missouri Valley Football Conference (MVFC). L'anno seguente fu inserito nella prima formazione ideale della MVFC e nel Second-team All-American dall'Associated Press dopo avere disputato tutte le 15 partite come titolare e avere rivinto il campionato FCS. Nel 2022 fu di nuovo inserito nella formazione ideale della conference e premiato come FCS All-American.

## Carriera professionistica
Mauch fu scelto nel corso del secondo giro (48ª scelta assoluta) del Draft NFL 2023 dai Tampa Bay Buccaneers. Debuttò come professionista partendo come titolare nella gara del primo turno contro i Minnesota Vikings. La sua prima stagione si chiuse disputando tutte le 17 partite come titolare.